# Dhakadhai
Dhakadhai (nep. धकादाइ) – gaun wikas samiti w zachodniej części Nepalu w strefie Lumbini w dystrykcie Rupandehi. Według nepalskiego spisu powszechnego z 2001 roku liczył on 904 gospodarstw domowych i 5925 mieszkańców (2844 kobiet i 3081 mężczyzn).